# Cavaliere Nero (ciclo arturiano)
Il Cavaliere Nero appare in varie forme nella leggenda arturiana.
- La prima menzione di un Cavaliere Nero  è in La Vengeance Raguidel di Raoul de Houdenc (inizio XIII secolo), dove Noir Chevalier è menzionato per la prima volta nella riga 633.[1]
- Un Cavaliere Nero soprannaturale viene evocato da Sir Calogrenant (Cynon ap Clydno nella mitologia gallese) nel racconto di Yvain, il cavaliere del leone. Il Cavaliere Nero batte Calogrenant, ma viene successivamente ucciso da Ywain (Owain mab Urien) quando tenta di completare la missione fallita da Calogrenant.[2]
- L'omonimo protagonista di Morien indossa un'armatura nera e porta uno scudo nero, oltre ad avere la pelle nera, e come tale è occasionalmente indicato come "il Cavaliere Nero".[3]
- In Sir Perceval of Galles (scritto all'inizio del XIV secolo), il Cavaliere Nero lega gelosamente sua moglie a un albero dopo aver saputo che aveva scambiato gli anelli con Parsifal. Parsifal sconfigge il Cavaliere Nero e gli spiega che si trattava di uno scambio innocente.[4]
- Un cavaliere nero è menzionato anche ne La morte di Artù: in The Tale of Sir Gareth (Libro IV) viene ucciso da Sir Gareth mentre è in viaggio per salvare Lyonesse.
- Un cavaliere nero è il figlio di Tom a'Lincoln e Anglitora (la figlia del Prete Gianni) nel romanzo arturiano di Richard Johnson, Tom a'Lincoln. Attraverso Tom, è un nipote di Re Artù, anche se il suo nome proprio non viene mai dato. Uccide sua madre dopo aver saputo dal fantasma di suo padre che lei lo aveva ucciso. In seguito si unisce al Cavaliere Fatato, suo fratellastro, per altre avventure.[5]
- Breunor il Nero, padre e il figlio che portano lo stesso nome nel Tristano in prosa e in alcune altre opere.
- Uno pseudonimo di Sir Lancillotto con cui Sir Galeotto lo conosce per la prima volta durante il ciclo del Lancillotto in prosa.